# Gorkamorka
Gorkamorka est un jeu de figurines tiré de l'univers de fiction Warhammer 40,000, créé par Games Workshop. Il n'est plus distribué.

## Le jeu

### Contexte
Un Space Hulk rempli d'Orks s’écrasa sur une planète (connue sous le nom d'Angelis par l'empire). Ses débris furent éparpillés sur tout le globe, et le nuage de poussières et de radiations soulevé par le crash réduisit rapidement ce monde à un désert aride.
Les orks se mirent rapidement à récolter ces fragments, pour reconstruire le hulk et repartir « dans l'kosmos ». L'un d'eux finit par remarquer que le Hulk ressemblait un peu à un ork gigantesque, donc à un de leurs dieux (Gork ou peut-être Mork, Gork étant brutal et rusé et Mork quant à lui, c'est tout le contraire, c'est-à-dire rusé et brutal).
S'ensuivit ce qui passe pour une guerre de religion chez les orks : certains affirmèrent que le hulk ressemblait à Gork, et d'autres à Mork. D'où les deux "factions" possibles, pour les bandes d'orks : les Gorkers et les Morkers.
En plus de cette guerre « idéologique », les orks se battent pour la « grand' lot'rie ». Les orks se multiplient rapidement, même dans un monde presque dépourvu de ressources. Par conséquent, le Space Hulk ne pourra pas emporter tout le monde, une fois terminé. Seuls les orks qui auront su se faire une réputation et rapporter assez de débris aux mekanos auront le droit de tenter leur chance.

### Principes de jeu
GorkaMorka est très proche de Necromunda. Il s'agit de diriger une bande d'orks dans des escarmouches sauvages, plutôt que des armées entières. Le système de campagne est également présent.
Par rapport à Necromunda, ce jeu introduit des véhicules. En effet, le théâtre des affrontements n'est plus une cité-ruche en ruine, mais de vastes déserts à ciel ouvert. Les règles des véhicules sont souvent décrites par les joueurs comme trop aléatoires.

### La bande d'ork
Chaque joueur est à la tête d'une bande d'ork qui évolue au fil des parties. Au départ, chacun dispose de 100 dents (la monnaie locale) pour constituer sa première bande. Les futurs missions permettront aux joueurs de gagner des dents supplémentaire et ainsi faire évoluer leur bande.
IL existe deux types de bande : les Gorkers et les Morkers. Les uns sont très orientés tir et véhicules, les autres privilégient le corps à corps. En termes de règle, cette distinction n'avait que peu d'importance.
Une bande est composée d'un Nob, c'est le chef de la tribu. Il possède des caractéristiques supérieures à la moyenne et s'est souvent illustré dans de nombreuses rixes, d'où son statut de chef de bande. Les joueurs devaient ensuite ajouter à leur bande autant de brikolo qu'il y avait de véhicules. Les brikolos servent à faire les menus réparations sur les véhicules. En termes de jeu, leur profil était un peu amélioré par rapport à un ork de base. Les joueurs pouvaient ensuite choisir d'incorporer des boyz (les orks moyens) et des miochs (les bleus quoi). Enfin, il était possible de faire appel à des esclaves grots, qui préparaient la bouffe (ou servaient de nourriture) pour les orks, faisaient le ménage, bossaient dans les mines et servaient de chair à canon. Ces esclaves étaient encadrés sur le terrain par un ork spécifique qui devait avoir suffisamment de patience pour les diriger au combat.

## Digganob
Ce supplément introduisait de nouvelles factions sur la planète :
- les Diggas : descendants des humains vivants sur Angelis avant le crash du Space Hulk et retournés peu à peu à l'état primitif, qui considèrent les orks comme des modèles, n'hésitant pas à se peindre en vert pour leur ressembler ;
- les Mutants : des membres eldars du vaisseau d'observation ayant été horriblement transformés par les radiations provenant de l'épave du space hulk, haïssant tous les autres êtres vivants en général, et les orks en particulier ;
- les Grots rebelles : les gretchins n'ont pas accès à la grand' lot'rie, car ils sont considérés comme quantité négligeable. Une révolution a éclaté dans Mekaville pour tenter d'obtenir plus de droits aux grots, mais fut brutalement réprimée. Depuis, des bandes de grots rebelles mènent des opérations armées pour le compte du Comité Révolutionnaire Gretchin, dirigé par l'infâme Gobbo le Rouge.